# Cykloizomerace
Cykloizomerizace je označení izomerizačních reakcí, při kterých ze substrátů vznikají jejich cyklické izomery. Výhodou takových reakcí je jejich úspornost, kdy jsou v produktu přítomny všechny atomy z výchozí sloučeniny. Většina z nich je katalyzována přechodnými kovy, některé organokatalyzátory, ojediněle mohou probíhat i tepelně. Tento druh cykjlizací se mnohdy vyznačuje vysokou selektivitou a cykloizomerizace jsou tak užitečným způsobem tvorby jedinečných a složitých molekulových struktur. Cykloizomerizace jsou velmi širokou skupinou. Jejich hlavními dvěma skupinami jsou vnitromolekulární varianty Michaelových adicí a Dielsových–Alderových reakcí. Z hlediska substrátů jsou nejvíce prozkoumané cykloizomerizace enynů a jim podobných alkenů.

## Vnitromolekulární Michaelovy adice
Cyklické izomery necyklických sloučenin lze získat vnitromolekulárními konjugovanými adicemi na α,β–nenasycené karbonylové sloučeniny (tedy vnitromolekulárními Michaelovými adicemi). Jako Michaelovy akceptory zde mohou sloužit konjugované enony, enaly nebo nitroalkeny; jiné druhy sloučenin se takto využívají jen vzácně. Přestože jde o běžně prováděné reakce, tak není známo mnoho jejich asymetrických variant.
Thiomočovinové katalyzátory s chirálními postranními řetězci mohou aktivovat systémy s navázanými nitroalkanovými a esterovými skupinami a vyvolávat tak asymetrické vnitromolekulární Michaelovy adice. Příkladem využitelnosti těchto reakcí může být příprava cyklického prekurzoru γ–aminokyseliny znázorněná na obrázku 1. Aktivace pravděpodobně probíhá přes vodíkové vazby nitronátu a esteru na katalyzátor; takto lze vysvětlit i selektivitu vůči E–esteru.
Stereodivergentní organokatalytické Michaelovy adice spojené s laktonizacemi je možné použít na izomerizace dihydrofuranů a tetrahydrofuranů v rámci syntéz řady přírodních látek (viz obrázek 2). Ethery, jako je 3, za přítomnosti (S)–(–)–tetramisolhydrochloridu (4) vytvářejí syn–2,3–substituované tetrahydrofurany; odpovídající anti–produkty je možné připravit pomocí katalyzátorů založených na chinovníkových alkaloidech, jako je 7.

## Vnitromolekulární Dielsovy–Alderovy reakce
Vnitromolekulární Dielsovy–Alderovy reakce spojují dieny a dienofily prostřednictvím [4+2] adicí, což je nejčastější druh koncové substituce. Jsou častými součástmi totálních syntéz a mají využití v přípravách mnoha synteticky obtížných struktur. Příkladem může být enantioselektivní přeměna v rámci asymetrické syntézy toxinu (–)–isopulo’uponu (10).
Syntetickou využitelnost těchto reakcí lze ukázat na přípravě (–)– isopulo’uponu katalyzované kationtovým Cu2+bis(oxazolin)ovým komplexem; produkt byl bicycklický a obsahoval čtyři stereocentra (viz obrázek 3). Dalším příkladem může být tvorba tricyklického jádra palhininových alkaloidů.
N–heterocyklické karbeny jsou organokatalyzátory schopnými způsobovat obrácení polarity, kvůli omezenému spektru substrátů však nejsou používány příliš často. Mohou být zapojeny například do kaskádových isomerizací alkenů s Dielsovými-Alderovými reakcemi za vzniku bicyklických řetězců. Dienylestery, jako 11, lze převést na substituované bicyklo[2.2.2]oktany izomerizaci za stabilizace azolium-poloacetalovými meziprodukty (13). Aktivační bariéra izomerizace hexa-1,3–dienu [1,5]–přesmykem činí přibližně 170 kJ/mol a při konjugaci esteru se zvyšuje, takže nekatalyzovaná izomerizace je nepravděpodobná. Tímto způsobem lze obejít vysokou aktivační bariéru, což umožňuje vytvářet dříve nedostupné sloučeniny.

## Cykloizomerizace enynů
1,n-Enyny se na příslušné cyklické izomery přeměňují Alder-enovými reakcemi (viz obrázek 5).
Přestože může být přesmyk spouštěn tepelně, tak je v takovém případě kvůli vysokým reakčním teplotám omezený rozsah substrátů, často se tak používají katalyzátory založené na přechodných kovech, jako jsou Au, Pd, Pt, Rh a Ir. Tímto způsobem je možné tvořit karbo– a heterocyklické řetězce s velmi dobrými chemo–, regio– a diastereoselektivitami.
Cykloizomerizace enynů nelze popsat jediným mechanismem, protože je mechanismus závislý na podmínkách reakce a použitém katalyzátoru. Meziprodukty kovy katalyzovaných cykloizomerizací jsou zobrazeny na následujícím obrázku:
Aktivace alkynu komplexací s kovem vede k η2–kovovému meziproduktu, jako je například 18, který aktivuje alkyn vůči nukleofilním atakům a vyvolává tak tvorbu karbokationtů; tato reakce je důležitá pro pochopení reakcí řízených π–kyselinami. Komplexace alkynu s kovem posune elektronovou hustotu vazby a její zpětné dodávání kovem způsobí pozorovanou elektrofilitu a následnou nukleofilitu vicinálního uhlíkového atomu alkynu.
Metalocyklické meziprodukty (19) jsou důsledky současného průběhu komplexace a aktivace obou reaktantů. Hydrometalace alkynu utvoří vinylkovovou sloučeninu, která poté karbometaluje alken (20). Příklad cykloizomerizace 1,6–enynu probíhající přes η2–aktivovaný kovový meziprodukt je znázorněn na obrázku 8; tento druh meziproduktu je u cykloizomerizací enynů řízených Pt nebo Au díky jejich π–kyselosti častý. V tomto případě dochází k přesunu chirality, kdy absolutní stereochemie enynu (26) určuje stereochemii produktu (27).

## Izomerizace enynů řízené Au a Pt
Aktivace alkynů π–kyselými kovy, jako jsou Au a Pt je častým způsobem vytváření složitých organických struktur, přesný průběh reakcí ale není znám a mechanismus je navržen především na základě výsledků reakcí a teoretických výpočtů. Nejobvykleji se zde používají kationtové zlatné a platnaté katalyzátory, které vykazují silnou Lewisovskou kyselost a mohou stabilizovat kationtové meziprodukty.
Cykloizomerizace enynů katalyzované zlatnými sloučeninami mají využití v asymetrických syntézách kruhů střední velikosti, které se pro určitou danou strukturu molekuly vytvářejí obtížně. Sedmi a osmičlenné asymetrické karbocykly se dají vytvářet pomocí chirálních BINAP-zlatných katalyzátorů, které umožňují vytvářet řadu různých sloučenin.
Podle navrženého mechanismu vnitromolekulární cyklopropanace probíhají skrz 1,2–přesmyky propargylesterů řízené Au za vzniku syn–Au-vinylkarbenoidů (29). Výpočetní studie ukázaly, že při kinetickém řízení reakce vzniká syn–meziprodukt, 29, který se vyskytuje v rovnováze s termodynamicky výhodným cis–meziproduktem, který vytváří reakcí s nukleofilem vinylcyklopropandienovou sloučeninu.
I vinylcykloalkeny mohou být připraveny alkynovými aktivacemi enynů π–kyselými kovy. PtCl2 katalyzuje tvorbu několika exotických vinylcykloalkenů ze snadno dostupných výchozích látek (viz obrázek 10).
U enynů s cykloalkenovými skupinami dochází k rozšiřování kruhů formálními insercemi methylenových skupin alkenů mezi dva uhlíky alkynové skupiny; bylo i navrženo mechanistické vysvětlení tohoto jevu. Tvorba těchto vinycykloalkenů a rozšiřování kruhu bylo využito při syntéze sloučeniny 36, meziproduktu totální syntézy streptorubinu B. Podobnou přeměnu lze uskutečnit pomocí kationtových zlatných komplexů, ovšem zde lze vytvořit jak vinycykloalkeny mechanismem zahrnujícím 5–exo–reakci, tak i bicyklopropany 6–endo–reakcí. Na základě výpočtů pomocí teorie funkcionálu hustoty se předpokládá, že u zlatných komplexů převažuje 5–exo–cyklizace, protože má nižší aktivační bariéru než 6–endo–varianta a tímto způsobem bylo připraveno mnoho různých vinylcykloalkenů (viz obrázek 11).
Reaktivitu lze otočit změnou reakčních podmínek, katalyzátoru a substrátu. Divergentní reaktivita je zde dalším důvodem jejich syntetické užitečnosti.